# 国防政治論
『国防政治論』（こくぼうせいじろん）とは、1941年（昭和16年）に大日本帝国陸軍軍人の石原莞爾によってなされた講義をまとめた作品である。1942年（昭和17年）に聖紀書房から出版。

## 概要
石原はこの著作で大東亜戦争を踏まえた戦争指導機関、国防政策、そして国防国家の政治という3つの主題についての議論を行っている。
戦争指導機関の議論において石原は政略と戦略の比較検討を行う。戦略の勝利と政略の成功は合致しない場合があり、統帥と政治を協調させ、総合させることが戦争指導の課題である。民主主義において統帥は一般に政治に従属するが、その際に統帥が政治の犠牲となる場合がある。そこで統帥権を独立させて作戦を実施する制度が考えられる。しかしこの制度は決戦戦争ではともかく、持久戦争では問題が生じる。戦争の長期化によって軍部と政府の関係が悪化することになる。そこで総力戦の大東亜戦争において日本では臨時に設置される大本営の体制を廃止し、戦争指導機関を新設することが望ましいことが分かる。
次に国防政策について石原は最終戦争の議論を導入する。戦争史の歴史が進めばその形態は兵力規模と戦闘領域の拡大をもたらす。そしてその拡大はある時点で極限に到達し、最終戦争の勃発を最後に戦争は終わる。
この最終戦争に準備するためには
1. 東アジアに十分な陸上兵力
2. 西太平洋に十分な海上戦力
3. 空軍の創設が必要。
4. この軍備を基礎付ける経済力の準備。

国防国家において政治の目的は国防政策に必要な国力を発揮することにある。そのために日本の国家は天皇を中心とした政治組織によって指導されるべきと考えた。そしてその指導の中心を統制主義として国民を管理するものと捉える。この統制主義の国家においては大本営が意思決定の中枢として位置し、政党は一国一党であり、官僚の政治干渉を認めない。